# Fondation Isha
La Fondation Isha est une organisation spirituelle à but non lucratif fondée en 1992 par Sadhguru Jaggi Vasudev.
Elle est basée au centre de yoga Isha près de Coimbatore, en Inde. La fondation propose des programmes de yoga sous le nom d'Isha Yoga. La fondation est entièrement gérée par des bénévoles et compte aujourd'hui plus de 9 millions de bénévoles pratiquants.

## Isha Yoga

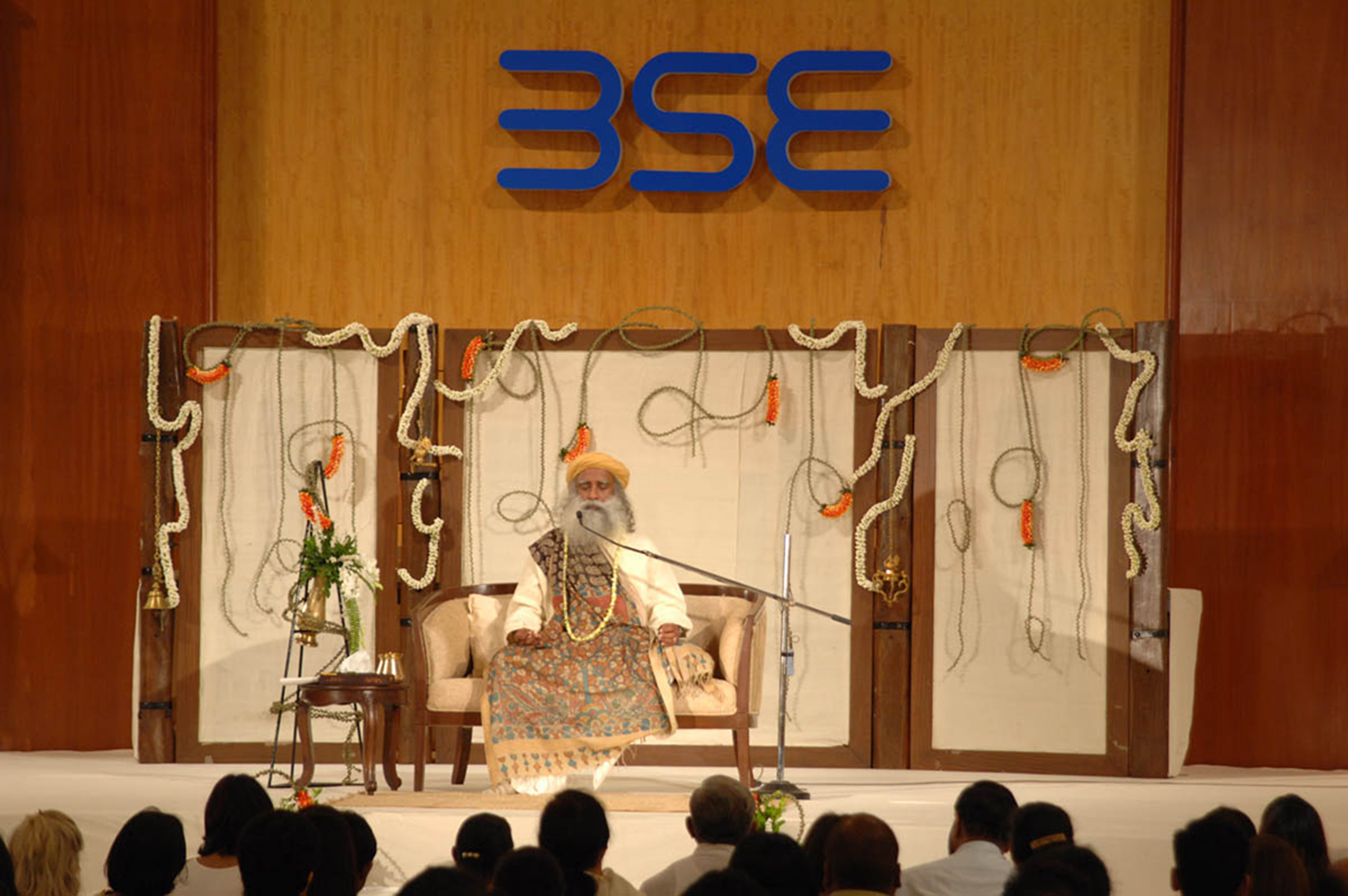
Sadhguru dirige un cours d'ingénierie interne à l'ESB Mumbai.

Isha Yoga est le nom sous lequel la Fondation Isha propose des programmes de yoga. Les adeptes de Sadhguru utilisent le mot isha dans le sens de «  divin sans forme »,. En sanskrit, īśa- est une épithète signifiant « Seigneur, Maître » et est généralement attribuée à Shiva, divinité souveraine dans les traditions shivaïtes, et réinterprétée en termes de divinité absolue dans certains courants de l'advaita védanta, notamment en lien avec certains commentaires de la Isha Upanishad.
Des cours de yoga sont également organisés à l'intention des dirigeants d'entreprise pour les familiariser avec ce que Sadhguru appelle l'« économie inclusive », afin d'« introduire un sentiment de compassion et d'inclusion dans le scénario économique actuel »,. 
Un cours de yoga pour l'équipe nationale indienne de hockey a été organisé en 1996. La Fondation Isha a commencé à diriger des programmes de yoga aux États-Unis en 1997 et, en 1998, des cours de yoga pour les prisonniers condamnés à perpétuité dans les prisons du Tamil Nadu ont été mis en place[réf. nécessaire].

## Activités
La fondation organise régulièrement des mahasathsangs avec Sadhguru au Tamil Nadu et au Karnataka, où il prononce des discours, dirige des méditations et se livre à des séances de questions-réponses avec les masses. Il organise également des yatras annuels sur le mont Kailash et l'Himalaya sous les noms de Kailash Manasarovar Sojourn et Himalayan Dhyan Yatra. Le Kailash Sojourn dirigé par Sadhguru est l’un des plus grands groupes à avoir fait le voyage à Kailash avec 514 pèlerins faisant le voyage en 2010.

## Initiatives sociales et environnementales

### Projet GreenHands

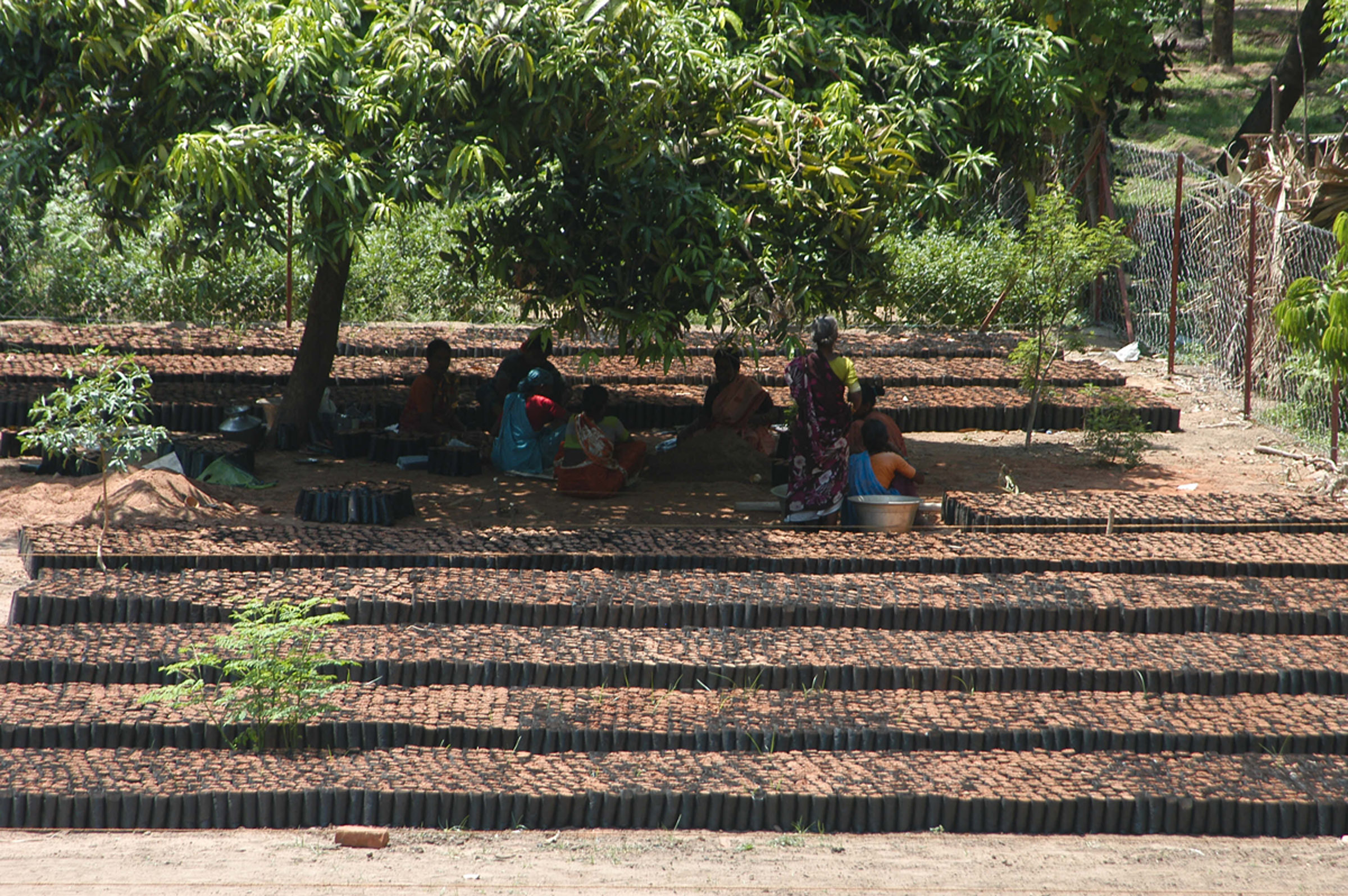
Préparation des plantes à transporter dans une pépinière PGH.

Le projet GreenHands (PGH) a été créé en 2004 en tant qu’une organisation environnementale. Son activité est largement axée sur le Tamil Nadu. L'organisation a reçu en 2010 le prix environnemental décerné par le gouvernement indien, Indira Gandhi Paryavaran Puraskar. Les activités de l'organisation comprennent l'agroforesterie, les pépinières dans les écoles ainsi que la plantation d'arbres dans des centres urbains tels que Tiruchirappalli et Tiruppur[réf. nécessaire].

### Action pour le Rajeunissement Rural
L'Action pour le Rajeunissement Rural (ARR) est un programme orienté sur la santé et la communauté et qui est localisé en Tamil Nadu rural. Il a été créé en 2003 et, en 2010, il fonctionnait dans 4200 villages de 7 millions d’habitants,. 

### Isha Vidhya

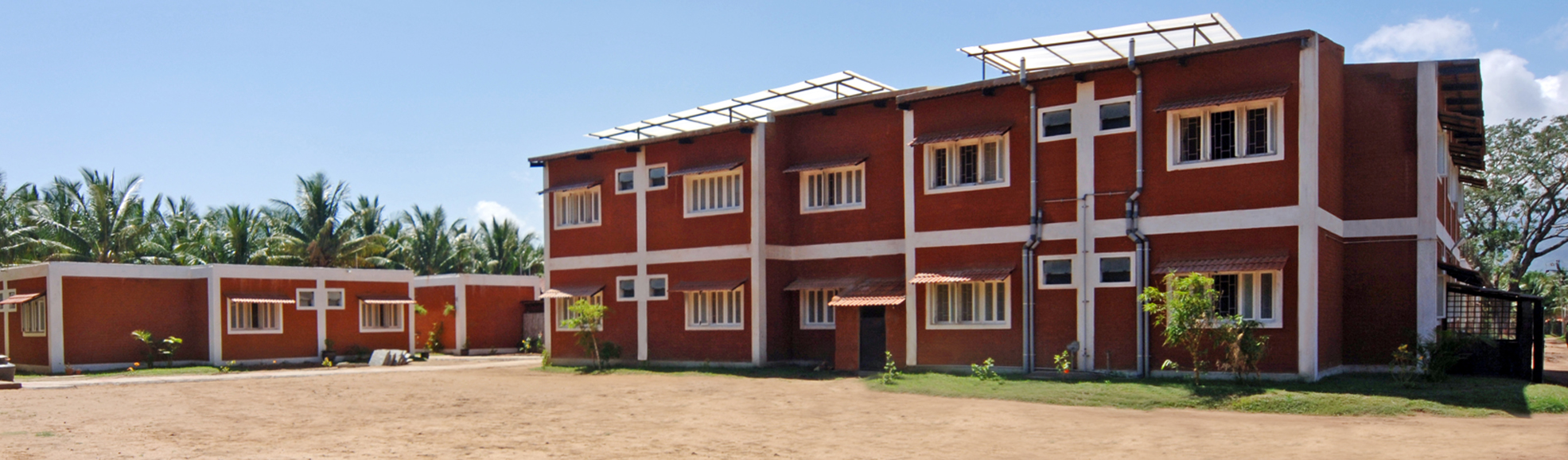
Isha Home School locaux.

Isha Vidhya, une initiative éducative, vise à élever le niveau d'éducation et d'alphabétisation dans l'Inde rurale en offrant une éducation de qualité assistée par ordinateur en langue anglaise aux enfants des zones rurales. Il y a sept écoles Isha Vidhya en activité qui forment environ 3000 élèves. 
Rally for Rivers est une campagne lancée par la Fondation Isha en 2017 pour lutter contre le manque d'eau en Inde et pour sensibiliser les gens à la protection des rivières. Sadhguru a lancé la campagne le 3 septembre depuis le Isha Yoga Center, à Coimbatore. La campagne incluait une compagne nationale d'un mois. Le 3 octobre, Sadhguru a présenté à Narendra Modi un projet de revitalisation des rivières. Six États ont signé un protocole d’entente avec la Fondation Isha pour la plantation d’arbres le long des rives des rivières. Ces États sont le Karnataka, l’Assam, le Chhattisgarh, le Pendjab, le Maharashtra et le Gujarat,,,,,. Le Niti Aayog et le ministère des Ressources en eau ont constitué des comités pour étudier le projet de proposition de politique. Sous le nom de drapeau du Rassemblement des rivières, la campagne d’ appel de Cauvery est organisée et devrait durer plus d’une décennie. Ce projet concerne principalement la rivière Kaveri. En novembre, lors d'une conférence en Allemagne, le directeur exécutif du Programme des Nations unies pour l'environnement, Erik Solheim, a discuté de Rally for Rivers avec Sadhguru et a expliqué comment les programmes environnementaux du monde entier pouvaient imiter son succès. Rally for Rivers a été critiqué par l'environementalise affirmant que Rally for Rivers essayait de résoudre un problème complexe avec une « solution peu profonde ».

### Statue Adiyogi Shiva

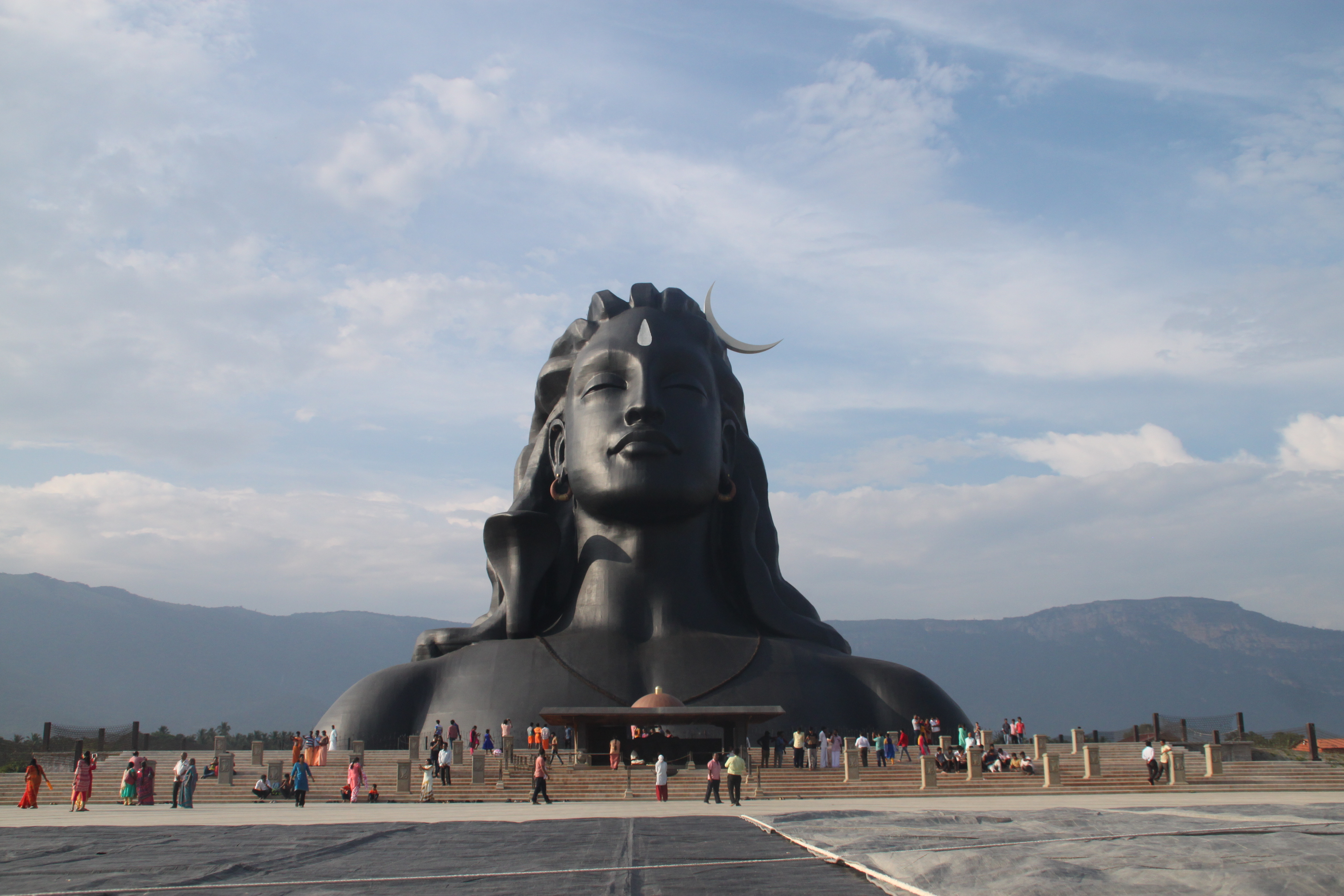
La statue Adiyogi Shiva, qui a été dite par Sadhguru Jaggi Vasudev, a pour nom d'inspirer et de promouvoir le yoga. Elle s'appelle Adiyogi, ce qui signifie le premier yogi, car Shiva est connu pour être l'initiateur du yoga.

Sadhguru Jaggi Vasudev a conçu la statue Adiyogi Shiva de 112 pieds, située au centre de yoga Isha. Il a été inauguré le 24 février 2017 à Mahashivaratri par le Premier ministre indien, Narendra Modi. La statue Adiyogi représente Shiva en tant que premier yogi ou Adiyogi et premier gourou ou Adi Guru, qui a offert le yoga à l'humanité. La statue a été construite par la fondation Isha à l'aide de 20 000 plaques de fer fournies par l'Autorité de l'acier en Inde et pèse environ 500 tonnes. La statue Adiyogi Shiva a été reconnue comme « la plus grande sculpture de buste » par Guinness World Records. Un Shivalinga consacré appelé « Yogeshwar Linga », soit « le lingam du Seigneur du Yoga », est placé devant la statue d'Adiyogi Shiva.

## Accueil
En 2016, plusieurs allégations ont été faites selon lesquelles le Centre Isha Yoga capturerait des personnes dans le centre. Un professeur à la retraite de l'Université agricole du Tamil Nadu avait adressé une pétition au collectionneur au sujet de ses deux filles retenues captives au centre. En outre, une autre femme a affirmé que son fils âgé de 32 ans était retenu prisonnier au Isha Yoga Center,. La fondation Isha a nié les allégations de détention de personnes en captivité. Les deux femmes ont confirmé par la suite dans une déclaration écrite qu’elles avaient la volonté de rester à Isha et que leur père avait tenté de leur faire quitter le centre.